# ستيف هاريس (ممثل)
ستيف هاريس (بالإنجليزية: Steve Harris)‏ هو ممثل أمريكي، ولد في 3 ديسمبر 1965 بشيكاغو في الولايات المتحدة. بدأ مشواره المهني سنة 1985، ومن الجوائز التي نالها 35th NAACP Image Awards ‏ سنة 2004 وViewers for Quality Television ‏ سنة 1998.

## أعمال

### أفلام
- (1996) الصخرة[1][2][3]
- (2002) تقرير الأقلية[4]
- (2003) إسقاط المنزل[5]
- (2005) يوميات امرأة سوداء مجنونة
- (2008) حجر[6]
- (2009) 12 جولة[7]
- (2010) اللصوص[8]
- (2018) التطهير الأول

### مسلسلات
- آلي مكبيل
- ذا براكتيس

## جوائز
- 35th NAACP Image Awards [الإنجليزية]‏ (2004)
- Viewers for Quality Television [الإنجليزية]‏ (1998)

## وصلات خارجية
- ستيف هاريس على موقع IMDb (الإنجليزية)
- ستيف هاريس على موقع ألو سيني (الفرنسية)
- ستيف هاريس على موقع أول موفي (الإنجليزية)
- ستيف هاريس على موقع قاعدة بيانات الأفلام السويدية (السويدية)
- ستيف هاريس على موقع إن إن دي بي (الإنجليزية)
- ستيف هاريس على موقع قاعدة بيانات الفيلم (الإنجليزية)
- ستيف هاريس على موقع كينوبويسك (الروسية)